# Mark Jenkin
Mark Jenkin (* 1976) ist ein britischer Filmregisseur, Drehbuchautor, Kameramann und Filmeditor.

## Leben
Der 1976 geborene Mark Jenkin verbrachte seine Jugend in Cornwall. Von 1995 bis 1998 besuchte er die Bournemouth University. Seit 1997 hat er mehr als 50 Filme gedreht. Neben seiner Tätigkeit als Filmemacher ist Jenkins Lehrbeauftragter an der Falmouth University in Cornwall, wo er Filmvorlesungen hält. 2012 schrieb er das Silent Landscape Dancing Grain 13 Film Manifesto, das 13 Regeln enthält, nach denen er seine eigenen Filme dreht.
Sein Filmdrama Bait wurde im Februar 2019 bei den Internationalen Filmfestspielen in Berlin im Internationalen Forum des Jungen Films vorgestellt. Sein Horrorfilm Enys Men wurde im Mai 2022 bei den Internationalen Filmfestspielen in Cannes in der Semaine de la Critique gezeigt.

## Filmografie (Auswahl)
- 2004: The Rabbit (Regie, Drehbuch, Schnitt)
- 2004: New Reed (Kamera, Schnitt)
- 2007: The Midnight Drives (Regie, Drehbuch, Schnitt)
- 2009: Aurora’s Kiss (Kurzfilm, Regie, Drehbuch, Schnitt)
- 2015: Bronco’s House (Kurzfilm, Regie, Drehbuch, Schnitt)
- 2015: Dear Marianne (Kurzfilm, Regie, Drehbuch, Schnitt)
- 2016: The Essential Cornishman (Kurzfilm, Regie, Drehbuch, Schnitt)
- 2016: The Road to Zennor (Kurzfilm, Regie, Drehbuch, Schnitt)
- 2017: Tomato (Kurzfilm, Regie, Schnitt)
- 2019: Bait (Regie, Drehbuch, Schnitt)
- 2022: Enys Men (Regie, Drehbuch, Schnitt)

## Auszeichnungen (Auswahl)
British Academy Film Award
- 2020: Auszeichnung für das Beste britische Debüt (Bait)

British Independent Film Award
- 2019: Nominierung für die Beste Regie (Bait)
- 2019: Nominierung für den Besten Filmschnitt (Bait)[4]
- 2023: Auszeichnung für den Besten Ton (Enys Men)

IndieLisboa
- 2023: Nominierung für den Silvestre Award (Enys Men)[5]

Internationales Filmfestival von Stockholm
- 2019: Auszeichnung für die Beste Regie im Stockholm XXX Competition (Bait)[6]

London Critics’ Circle Film Award
- 2020: Nominierung in der Kategorie Breakthrough British/Irish film-maker für den Philip French Award (Bait)[7]